# Agave confertiflora
Agave confertiflora ist eine Pflanzenart aus der Gattung der Agaven (Agave) in der Unterfamilie der Agavengewächse (Agavoideae). Das Artepitheton confertiflora leitet sich von den lateinischen Worten confertus für ‚dicht‘ sowie florus für ‚geblümt‘ ab.

## Beschreibung
Agave confertiflora wächst mit zahlreichen ausgebreiteten und verdickten Wurzeln. Die länglichen zwiebelartigen Triebe sind bis zu 5 Zentimeter lang und 2,5 Zentimeter und mehr breit. Die linealischen, verschmälerten Laubblätter sind 7,5 bis 10 Zentimeter lang und 2,5 Millimeter breit. Die Blätter am Schaft sind zu Brakteen reduziert. Sie besitzen breite trockenhäutige verschmälerte Spitzen und weisen Längen von 2,5 bis 5 Zentimeter auf. Fertile Brakteen sind ähnlich gestaltet.
Der „ährige“ Blütenstand ist kurz und dicht. Die einzelnen schlanken Blüten sind ausgebreitet, gebogen und 43 bis 55 Millimeter lang. Die (trocken) trübgelben Perigonblätter sind außen pulverig-flaumhaarig. Die Blütenröhre ist kaum erweitert. Ihre Mündung ist schief. Die 2,5 bis 4 Millimeter langen Zipfel sind aufrecht, eiförmig und stumpf. An den Spitzen sind sie mit einem Büschel kurzer weißer Haare besetzt.
Die (unreifen) Früchte sind eiförmig und weisen Durchmesser von 5 Millimeter und mehr auf. Über die Samen ist nichts bekannt.

## Systematik und Verbreitung
Agave confertiflora ist im mexikanischen Bundesstaat Chihuahua verbreitet.
Die Erstbeschreibung als Bravoa densiflora durch Benjamin Lincoln Robinson und Merritt Lyndon Fernald wurde 1895 veröffentlicht. Joachim Thiede und Urs Eggli stellten die Art 1999 in die Gattung Agave. Dabei mussten sie einen neuen Namen wählen, da bereits die Art Agave densiflora Hook. (1857) existierte.
Weitere nomenklatorische Synonyme sind Polianthes densiflora (B.L.Rob. & Fernald) Shinners (1966) und Pseudobravoa densiflora (B.L.Rob. & Fernald) Rose (1899).
Die Art gehört in die Untergattung Manfreda und wird dort der Polianthes-Gruppe zugeordnet. Agave confertiflora ist kaum bekannt.

## Nachweise